# ويليام جي. هندرسون
ويليام جي. هندرسون هو سياسي أمريكي، ولد في 16 يونيو 1947.